# Córdoba (Veracruz)
Pour les articles homonymes, voir Córdoba.
Córdoba est une ville de l'État de Veracruz, chef-lieu de la municipalité de même nom, au Mexique. Elle est située à l'ouest du golfe du Mexique, dans le massif montagneux de la Sierra Madre orientale. Nommée en l'honneur de Diego Fernández de Córdoba, elle a été fondée en 1618 et elle a une population de 140 896 habitants (2010).

## Géographie
La ville de Córdoba s'est développée au sein du massif de la Sierra Madre orientale, dans la vallée de la rivière Río Cotaxtla, principal affluent du fleuve Río Jamapa, qui la borde à l'est. Elle est traversée par deux affluents du Río Cotaxtla, dont la rivière Río San Antonio, qui confluent au sein de la ville. Sur son flanc est, le Río San Antonio conflue à son tour avec le Río Cotaxtla.

## Histoire
La ville de Córdoba a été fondée en 1618, avec une fonction protectrice face à la révolte des esclaves Noirs marrons, menée par Gaspar Yanga. Les quatre encomenderos, Don Juan Cristóbal de Miranda, don García de Arévalo, don Andrés Núñez de Illescas et don Diego Rodríguez, demandèrent alors au vice-roi de Nouvelle-Espagne, Diego Fernández de Córdoba, l'autorisation de fonder cette ville, qui depuis porte le nom de ce vice-roi. Depuis 1932, la municipalité de Yanga et son chef-lieu éponyme portent en revanche le nom de cet esclave marron.
Durant la Guerre d'indépendance du Mexique, en 1821, les habitants de Córdoba résistèrent aux forces royalistes de colonel Manuel Hevía. Le 24 août de cette même année, Agustín de Iturbide et Juan O'Donojú, dernier vice-roi de Nouvelle-Espagne y signèrent, selon le plan d'Iguala devant régler les questions de l'indépendance du Mexique, le traité de Córdoba.
En 1830, Córdoba est élevée au rang de ville. Elle reçoit en 1880 le titre d'héroïque, et se nomme en 1895 Heroica Córdoba de Hernández y Hernández, en l'honneur de l'ancien gouverneur de l'État de Veracruz, Lic. Francisco Hernández y Hernández.
En 1914, le gouverneur de l'État de Veracruz Cándido Aguilar (es) déplace à nouveau la capitale de l'État à Orizaba. En 1916, son successeur provisoire Miguel Aguilar (es) la déplace à Córdoba,.
En 1924, la ville est occupée par les troupes du président Álvaro Obregón, qui affrontent alors celles de son rival Adolfo de la Huerta, qui se sont soulevées quelques mois auparavant à Veracruz[lire en ligne].
Un tremblement de terre endommagea gravement les lieux en 1973.
Cordóba est aujourd'hui l'une des principales destinations touristiques de la région. Les villes de Naranjal, Fortín, Ixtaczoquitlán et Orizaba sont à proximité.

## Éducation
La ville abrite l'un des cinq campus de l'Université de Veracruz.

## Transports
La ville est traversée par la route fédérale 150, correspondant dans le tissu urbain à l'avenue 11, et par la route fédérale 150D, passant plus au sud.
Elle également traversée par l'une des voies de chemin de fer reliant Mexico à Veracruz, le Ferrocarril México-Veracruz (es), détenu par la compagnie Ferromex. Construite en plusieurs étapes au cours de XIXe siècle, elle est familièrement dénommée El Jarocho.
La ville dispose d'un aéroport national (es) nommé "Ingeniero Juan Antonio Perdomo Díaz", et situé au sud de l'agglomération.

## Patrimoine
- La cathédrale de l'Immaculée-Conception, édifiée en 1621 dans un style baroque. Elle présente également dans son état actuel des éléments néo-classiques, et a la particularité de posséder deux tours flanquant le portail de part et d'autre[8].

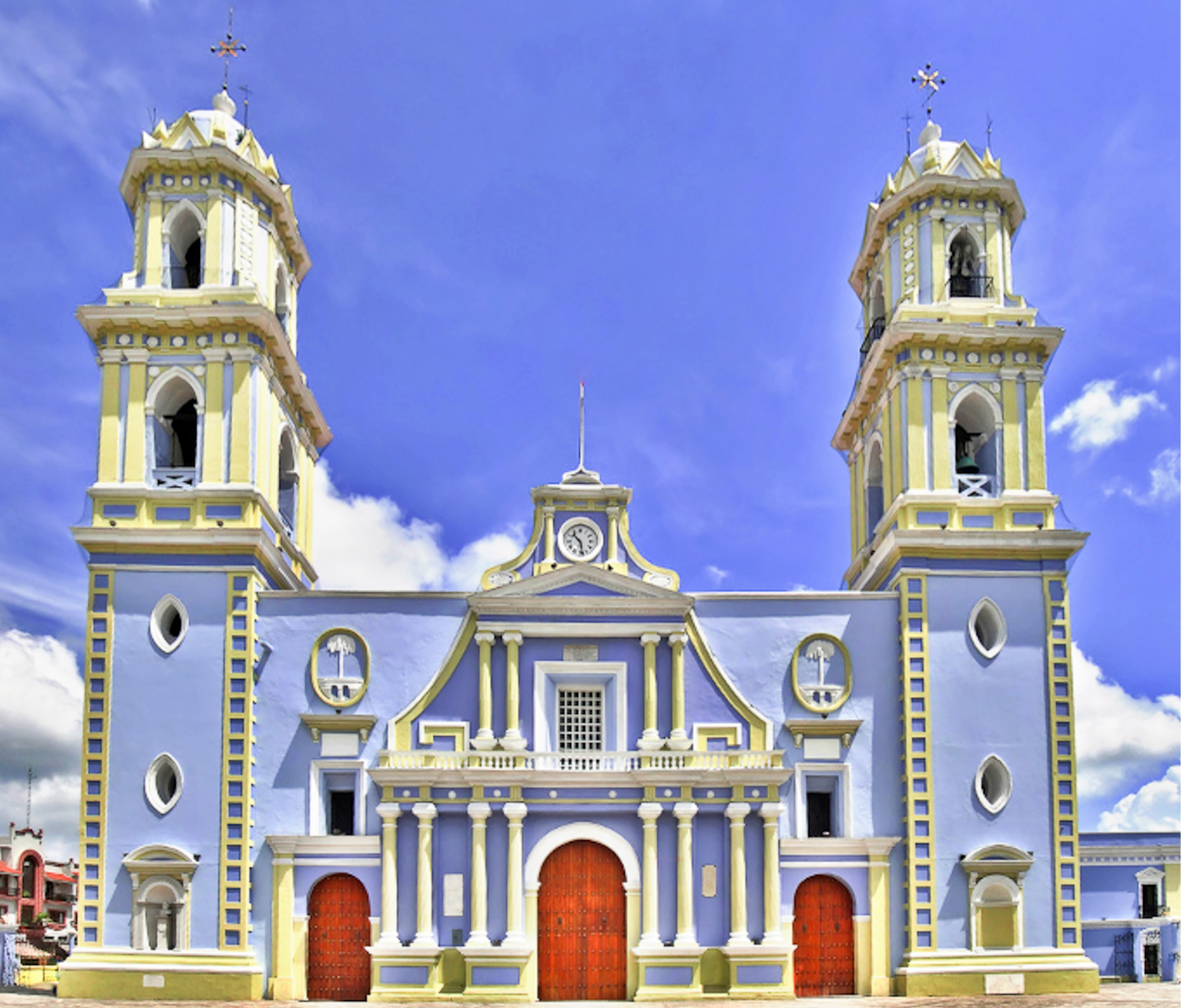
Cathédrale de l'Immaculée-Conception

## Évêché
- Diocèse de Córdoba
- Cathédrale de Córdoba au Mexique